# Syntomernus rhiknosus
Syntomernus rhiknosus (лат.) — вид паразитических наездников рода Syntomernus из семейства Braconidae. Восточная Палеарктика: Китай. Мелкие бракониды, длина желтовато-коричневого тела около 3 мм. От близких видов отличается следующими признаками: в переднем крыле жилка 3-SR примерно в 1,5 раза длиннее жилки 2-SR; жилка 2-SR примерно в 1,1 раза длиннее жилки r. Наличник без клипеальной борозды. Темя без средне-продольной борозды.
Обнаружены в сикониях инжира (подрод Urostigma). Предположительно, как и другие близкие виды паразитоиды насекомых.
Вид был впервые описан в 2013 году в составе рода Ficobracon, а в 2020 его включили в состав рода Syntomernus  в ходе ревизии, проведённой российским гименоптерологом Константином Самарцевым (Зоологический институт РАН, Санкт-Петербург, Россия) и южнокорейским энтомологом Deok-Seo Ku (The Science Museum of Natural Enemies, Geochang, Южная Корея).